# Ассаф Халіфа
Ассаф Халіфа (араб. عساف خليفة, нар. 1 січня 1968, Сирія) — сирійський футболіст, нападник. Перший футболіст з далекого зарубіжжя в чемпіонаті Росії.

## Клубна кар'єра
Народився шостою дитиною в сім'ї, має 4 братів і 5 сестер. Почав займатись футболом на батьківщині. Неодноразово входив у трійку найкращих бомбардирів чемпіонату Сирії, в сезоні 1992/93 став найкращим бомбардиром.
Одночасно навчався в інституті, після закінчення якого працював учителем фізкультури. Виступав у чемпіонатах Тунісу, Лівану, ОАЕ. В 1994 році в Дамаск на товариську гру завітала сочинська «Жемчужина». Через деякий час Халіфі надійшла пропозиція виступати в клубі, яке він прийняв і підписав дворічний контракт. Його дебют відбувся 2 квітня в домашньому матчі проти московського «Локомотива». Всього в 1994 році провів 21 матч і забив 6 м'ячів. У тому ж році в Сочі одружився. Через побутову невлаштованість і регулярне невиконання «Жемчужиною» своїх обіцянок по закінченні сезону розірвав контракт і повернувся в Сирію.
Кращий новачок сезону-1994 за оцінками «Спорт-Експрес».
У 1995—1997 роках виступав за ліванський «Неджмех». В 1996 році став найкращим бомбардиром чемпіонату.
У 1998 році повернувся в «Перлину». Провів один матч за основний склад і 6 (5 м'ячів) — за дубль.
Закінчив кар'єру в 2000 році в клубі «Аль-Вахда» (Дамаск).
Згодом — головний тренер клубів Сирії та Йорданії.

## Виступи за збірні
У складі молодіжної збірної грав на чемпіонаті світу 1991 року в Португалії. Слід зазначити, що на сайті ФІФА у складі сирійської збірної значиться Assaf KHALIFEH з датою народження 27 вересня 1971.
Виступав за головну збірну країни.